# Murtede
Murtede ist eine Gemeinde (Freguesia) im portugiesischen Kreis Cantanhede. In ihr leben 1288 Einwohner (Stand 19. April 2021).